# Les Permissions de mai
Les Permissions de mai est un roman de Jean Anglade publié en 1981. Il fait suite à La Bonne Rosée.

## Résumé
En 1939, à Thiers, Gilberte devient institutrice en montagne et épouse Alexis, cordonnier. Elle accouche d'Élise. En 1942, Gilberte et Alexis divorcent, Gilberte est nommée dans un autre village. Mai 1943 « permet » à Gilberte de s'éprendre de Ferdinand, photographe ambulant, dont elle accouche de Prudent en 1944. La région retrouve la prospérité en 1949. En 1950, Ferdinand est embauché dans la coutellerie d'Auguste puis lui succède.